# Riverbend (blogueur)
Riverbend est le pseudonyme de l'auteur du blog Baghdad Burning, créé le 17 août 2003 à Bagdad en Irak après la seconde guerre d'Irak.

## Le blog
L'existence et l'identité de Riverbend demeurent un mystère, mais les entrées du blog suggèrent qu'elle est une jeune femme irakienne issue d’une famille de confession sunnite et chiite, vivant avec ses parents et son frère dans une zone résidentielle au nord de Bagdad. Avant l’occupation américaine en Irak, elle travaillait comme programmeur informatique dans une entreprise de télécommunication irakienne.
Le blog combine des déclarations politiques avec une grande dose d'informations sur la culture irakienne, tel que la célébration du Ramadan et des exemples de la cuisine irakienne, elle offre ainsi un aperçu de la vie quotidienne de l'Irak sous l’occupation.
Le 26 avril 2007 Riverbend annonce qu'elle et sa famille devaient quitter l'Irak, en raison du manque de sécurité à Bagdad et de la poursuite des violences ethniques. Le 6 septembre 2007, elle rapporte sur son blog qu'ils ont atteint la Syrie en toute sécurité.
Le 9 avril 2013, Riverbend apparaît sur son blog avec un regard rétrospectif sur les dix dernières années. Elle a depuis quitté la Syrie et séjourne dans un autre pays arabe.
Baghdad Burning reçoit en mars 2006 le prix Bloggie pour le meilleur blog d’Afrique et Moyen-Orient.

## Adaptations
Les entrées du blog ont d'abord été compilées et publiées dans Baghdad Burning (avec une préface du journaliste d'investigation James Ridgeway), et Baghdad Burning II (introduction par James Ridgeway et Jean Casella).Ils ont depuis été traduits et publiés dans de nombreux pays et langues.
En 2005, le livre Baghdad Burning, a remporté la troisième place pour la Lettre Ulysses Award pour l'art du reportage et en 2006 il était longlisted pour le prix Samuel Johnson,.
Baghdad Burning a été adapté en plusieurs pièces dramatiques, principalement produite dans le West End Theatre (en) de New York et le Volkstheater de Vienne. La BBC Radio 4 a diffusé une adaptation de Baghdad Burning en cinq épisodes, dans l’émission Woman's Hour. L’auteur Chalmers Johnson, transcrit l'entrée du 7 mai 2004 dans le prologue de son livre Nemesis - The Last Days of the American Republic comme une référence à la situation réelle rencontrée par les populations en Irak.